# Hans Smolders
Henricus Adrianus Josephus (Hans) Smolders (Tilburg, 15 september 1960) is een Nederlands politicus en een voormalig ijshockey-international. Hij was van 2002 tot 2003 en van 2021 tot 2023 lid van de Tweede Kamer. Namens de door hem opgerichte en naar hem genoemde lokale partij Lijst Smolders Tilburg maakte hij van 2006 tot 2010 en vanaf 2014 deel uit van de gemeenteraad van Tilburg. Smolders was tussen 2019 en 2021 ook lid van de Provinciale Staten van Noord-Brabant. Hij was onder andere lid van de Lijst Pim Fortuyn (2002-2003) en Forum voor Democratie (2018-2021) en sinds 2021 van Belang van Nederland.

## Hockey
Smolders speelde van 1971 tot 1986 ijshockey, waarvan tien jaar op internationaal niveau bij Tilburg Trappers. In deze periode kwam hij tevens uit voor jong Oranje en het Nederlandse ijshockeyteam.

## Politiek

### Leefbaar Nederland en LPF
Hij sloot zich in 2001 aan bij Leefbaar Nederland en, na de verwijdering van Pim Fortuyn uit LN in 2002, bij de zojuist opgerichte LPF.
Als gelegenheidschauffeur van Fortuyn was hij op 6 mei 2002 getuige van de moord op zijn voorman. Smolders speelde een belangrijke rol bij de arrestatie van dader Volkert van der Graaf; hij achtervolgde hem totdat een gealarmeerd arrestatieteam Van der Graaf kon oppakken. In Het jaar van Fortuyn, waarin hij wordt gespeeld door Jeroen Rinks, wordt dit niet weergegeven.
Op 15 mei 2002 werd Smolders bij de Tweede Kamerverkiezingen 2002 gekozen in het parlement. Hij stond als zestiende op de kandidatenlijst van de LPF.

### Lokale politiek
Na de Tweede Kamerverkiezingen van 2003 keerde Smolders niet terug als parlementariër. Hij werd actief in de lokale Tilburgse politiek, via de door hem zelf opgerichte Lijst Smolders Tilburg. Nadat hij in april 2004 naar eigen zeggen aan de voordeur van zijn woning met de dood werd bedreigd, maakte hij bekend zich volledig uit de politiek te willen terugtrekken. In de loop van 2005 kwam hij daar op terug. Smolders sloot zich aan bij de Tilburgse Ouderen Partij (TOP). Die samenwerking spatte echter in oktober 2005 weer uiteen na een ruzie.
Smolders maakte vervolgens bekend met zijn eigen Lijst Smolders Tilburg aan de gemeenteraadsverkiezingen van maart 2006 deel te zullen nemen. Bij deze verkiezingen behaalde hij 11,9 procent van de stemmen (vijf zetels) in de Tilburgse gemeenteraad. Smolders werd op 31 maart 2008 door het Gerechtshof in Den Bosch tot een geldboete van 750 euro veroordeeld wegens het als raadslid openbaar maken van vertrouwelijke informatie.
Op 17 januari 2010 sprak Smolders uit dat hij vanwege gezondheidsproblemen uit de lokale politiek zou stappen en niet deel gaat nemen aan de gemeenteraadsverkiezingen van 2010. Tijdens de gemeenteraadsverkiezingen van 2014 deed Smolders weer wel mee.
Tijdens de gemeenteraadsverkiezingen van 2018 werd de Lijst Smolders Tilburg de grootste partij van Tilburg (10 zetels van de 45, 22,2%).

### EénNL
Eind september 2006 werd bekend dat Smolders op de kieslijst stond voor de nieuwe partij EénNL. Hij stond op nummer 19 en liet weten bewust niet te kiezen voor een hogere plek op de lijst, omdat hij op eigen kracht met voorkeurstemmen gekozen wilde worden. Bij de Tweede Kamerverkiezingen van november 2006 behaalde Smolders 1492 voorkeurstemmen, het hoogste aantal na Marco Pastors en Joost Eerdmans, de nummers 1 en 2 op de lijst. EénNL behaalde echter geen zetels.

### Provinciale politiek
Smolders stond als lijstduwer op de kieslijst voor Forum voor Democratie bij de Provinciale Statenverkiezingen 2019 voor Noord-Brabant. Hij werd met een recordaantal van 20.833 voorkeurstemmen verkozen, alleen al in Tilburg haalde Smolders 8.972 stemmen. Zijn zetel in de gemeenteraad van Tilburg gaf hij niet op.

### Forum voor Democratie en Groep Van Haga
Tijdens de Tweede Kamerverkiezingen 2021 stond Smolders op plaats vier van de lijst van Forum voor Democratie. De partij behaalde bij de verkiezingen acht zetels en dus maakte Smolders zijn rentree in de Kamer.
Op 13 mei 2021 maakte Smolders bekend samen met Wybren van Haga en Olaf Ephraim als zelfstandige fractie door te gaan in de Tweede Kamer. Volgens het persbericht dat Van Haga die dag op Twitter publiceerde "blijft het oorspronkelijke partijprogramma van FVD leidend". Op 10 juni 2021 hield Smolders zijn maidenspeech over de afschaffing van de hondenbelasting uit de gemeentewet.
Op 30 juli 2023 maakte Smolders bekend de Tweede Kamer na de verkiezingen van 22 november dat jaar te verlaten omwille van gezondheidsklachten. Deze gezondheidsklachten hadden ook al impact op zijn aanwezigheid in de Kamer in de voorbije periode, in totaal was hij maar één keer aanwezig geweest bij een debat. Hij bleef wel actief als lid van de selectiecommissie van Belang van Nederland, de partij rondom Groep Van Haga. Ook sprak hij de wens uit om lijstduwer te worden voor deze partij. Op 5 december 2023 nam hij afscheid als Kamerlid.